# Uroxys tuberculatus
Uroxys tuberculatus är en skalbaggsart som beskrevs av Lansberge 1874. Uroxys tuberculatus ingår i släktet Uroxys och familjen bladhorningar. Inga underarter finns listade i Catalogue of Life.